# Abraham (Szumilin)
Abraham, imię świeckie: Aleksiej Fiodorowicz Szumilin (ur. 5 maja?/16 maja 1761 w Bystrem, zm. 6 kwietnia?/18 kwietnia 1844) – rosyjski biskup prawosławny.

## Życiorys
Ukończył seminarium duchowne w Kruticy. W 1782, jako mężczyzna żonaty, został wyświęcony na kapłana i objął jedną z wiejskich parafii eparchii. Od 1782 służył w soborze katedralnym w Kruticy. Następnie od 1788 przez ponad dwadzieścia lat był katechetą i opiekunem w Domu Wychowawczym w Moskwie. Od 1811 służył w soborze świętych Archaniołów na Kremlu. W 1812 wyjechał do Wołogdy, wycofując się z Moskwy przed wojskami Napoleona, razem z biblioteką soboru oraz zbiorami szat i utensyliów liturgicznych Ławry Troicko-Siergijewskiej oraz soborów Kremla. W tym samym roku zmarła jego żona. Do stolicy wrócił w 1813.
3 kwietnia 1813 złożył wieczyste śluby mnisze, po czym otrzymał godność archimandryty. Od 1813 był przełożonym monasteru św. Jana Teologa w Moskwie, od 1816 do 1817 - monasteru Objawienia Pańskiego w tym samym mieście, zaś od 1817 do 1818 - monasteru Spaso-Andronikowskiego. 21 lipca 1818 miała miejsce jego chirotonia na biskupa tulskiego i bielowskiego. Po trzech latach przeniesiony na katedrę astrachańską. Od 1824 do 1836 był biskupem jarosławskim i rostowskim, z czego od 1825 do 1827 przebywał na stałe w Petersburgu, uczestnicząc w posiedzeniach Świątobliwego Synodu Rządzącego.
W 1836 przeszedł w stan spoczynku, otrzymując prawo wykonywania obowiązków przełożonego Monasteru Tołgskiego. Żył w nim do śmierci w 1844.